# Gaultheria sinensis
Gaultheria sinensis är en ljungväxtart som beskrevs av John Anthony. Gaultheria sinensis ingår i släktet Gaultheria och familjen ljungväxter.

## Underarter
Arten delas in i följande underarter:
- G. s. layaensis
- G. s. nivea